# Dębowiec (powiat działdowski)
Dębowiec – osada leśna w Polsce położona w województwie warmińsko-mazurskim, w powiecie działdowskim, w gminie Lidzbark.
W latach 1975–1998 miejscowość należała administracyjnie do województwa ciechanowskiego.
Na południe od osady znajduje się Jezioro Wlecz, z którym związana jest legenda o znajdującej się w jego miejscu wsi, która zapadła się pod ziemię.